# 1989年全豪オープン
1989年 全豪オープン（1989ねんぜんごうオープン、Australian Open 1989）は、オーストラリア・メルボルンにある「メルボルン・パーク・ナショナルテニスセンター」にて、1989年1月16日から29日にかけて開催された。

## シード選手

### 男子シングルス
1. マッツ・ビランデル　（2回戦）
2. イワン・レンドル　（初優勝）
3. ボリス・ベッカー　（4回戦）
4. ステファン・エドベリ　（ベスト8）
5. ヤコブ・ラセク　（1回戦）
6. アンリ・ルコント　（1回戦）
7. ジョン・マッケンロー　（ベスト8）
8. ヤニック・ノア　（1回戦）
9. ミロスラフ・メチージュ　（準優勝）
10. アーロン・クリックステイン　（4回戦）
11. トーマス・ムスター　（ベスト4）
12. ミカエル・ペルンフォルス　（3回戦）
13. パット・キャッシュ　（4回戦）
14. ヨナス・スベンソン　（ベスト8）
15. ジョン・フィッツジェラルド　（2回戦）
16. アモス・マンスドルフ　（4回戦）

### 女子シングルス
1. シュテフィ・グラフ　（優勝、大会2連覇）
2. マルチナ・ナブラチロワ　（ベスト8）
3. ガブリエラ・サバティーニ　（ベスト4）
4. パム・シュライバー　（3回戦）
5. ヘレナ・スコバ　（準優勝）
6. ジーナ・ガリソン　（ベスト8）
7. バーバラ・ポッター　（1回戦）
8. クラウディア・コーデ＝キルシュ　（ベスト8）
9. ロリ・マクニール　（1回戦）
10. メアリー・ジョー・フェルナンデス　（3回戦）
11. シルビア・ハニカ　（1回戦）
12. パティ・フェンディック　（2回戦）
13. ラファエラ・レジ　（4回戦）
14. アン・ミンター　（2回戦）
15. ハナ・マンドリコワ　（4回戦）
16. ニコル・プロビス　（4回戦）

## 大会経過

### 男子シングルス
準々決勝
- ミロスラフ・メチージュ vs.  ゴラン・イワニセビッチ　7-5, 6-0, 6-3
- ヤン・グンナーソン vs.  ヨナス・スベンソン　6-0, 6-3, 4-6, 6-4
- トーマス・ムスター vs.  ステファン・エドベリ　（不戦勝）
- イワン・レンドル vs.  ジョン・マッケンロー　7-6, 6-2, 7-6

準決勝
- ミロスラフ・メチージュ vs.  ヤン・グンナーソン　7-5, 6-2, 6-2
- イワン・レンドル vs.  トーマス・ムスター　6-2, 6-4, 5-7, 7-5

### 女子シングルス
準々決勝
- シュテフィ・グラフ vs.  クラウディア・コーデ＝キルシュ　6-2, 6-3
- ガブリエラ・サバティーニ vs.  ジーナ・ガリソン　6-4, 2-6, 6-4
- ベリンダ・コードウェル vs.  カタリナ・リンドクイスト　6-2, 2-6, 6-1
- ヘレナ・スコバ vs.  マルチナ・ナブラチロワ　6-2, 3-6, 9-7

準決勝
- シュテフィ・グラフ vs.  ガブリエラ・サバティーニ　6-3, 6-0
- ヘレナ・スコバ vs.  ベリンダ・コードウェル　7-6, 4-6, 6-2

## 決勝戦の結果
- 男子シングルス： イワン・レンドル vs.  ミロスラフ・メチージュ　6-2, 6-2, 6-2
- 女子シングルス： シュテフィ・グラフ vs.  ヘレナ・スコバ　6-4, 6-4
- 男子ダブルス： リック・リーチ＆ ジム・ピュー vs.  ダレン・カーヒル＆ マーク・クラッツマン　6-4, 6-4, 6-4
- 女子ダブルス： マルチナ・ナブラチロワ＆ パム・シュライバー vs.  パティ・フェンディック＆ ジル・ヘザリントン　3-6, 6-3, 6-2
- 混合ダブルス： ジム・ピュー＆ ヤナ・ノボトナ vs.  シャーウッド・スチュワート＆ ジーナ・ガリソン　6-3, 6-4

## みどころ
- 大会前年優勝者であった第1シードのマッツ・ビランデルが2回戦敗退に終わる。第2シードのイワン・レンドルがハードコートとなった全豪オープンで初優勝を遂げ、4ヶ月ぶりに世界ランキング1位に返り咲いた。
- 男子シングルスのビランデル以外は、4部門ともすべて大会前年優勝者（ペア）の連覇となる。女子ダブルス優勝のマルチナ・ナブラチロワ＆パム・シュライバー組は、（1986年の大会開催なしをはさんで）全豪オープン女子ダブルス「7連覇」を達成した。